# La congiura dei dieci
La congiura dei dieci è un film del 1962 diretto da Baccio Bandini ed Étienne Périer.

## Trama
Thomas Stanswood, un veterano mercenario inglese al servizio dei nobili dell'Italia rinascimentale, accetta un impiego nella città-stato di Siena. Questa ex repubblica è stata occupata dall'Impero spagnolo e Don Carlos, un governatore imperiale dal sangue freddo,cerca di legittimare il suo potere sposandosi con la prestigiosa famiglia locale degli Arconti. Stanswood deve proteggere la futura sposa, Lady Orietta Arconti, i cui rapporti amichevoli con gli spagnoli l'hanno messa in pericolo di assassinio da parte di un misterioso gruppo di resistenza noto come "i Dieci".
Orietta con veemenza non vuole una guardia del corpo, e lei e Stanswood cercano di infastidirsi a vicenda ove possibile. La sua virtuosa e patriottica sorella minore Serenella si innamora di Stanswood nonostante la differenza di età e affiliazioni politiche.
Durante la sua prima notte di servizio di guardia, Stanswood cattura un assassino, inviato dai Dieci, nel corridoio fuori dalla camera da letto di Orietta. Dopo una colluttazione, l'assassino fugge con una mano ferita. Alla corte di Don Carlos la mattina dopo, il mercenario vede che Andrea Paresi, un nobile senese, porta una ferita identica sulla mano.
Stanswood inizia a seguire Paresi e scopre che sia  il capo dei Dieci e come si stia preparando per partecipare all'annuale corsa di cavalli di Siena. Fin dall'invasione spagnola questo evento è stato vinto da Hugo, capitano delle guardie imperiali; la vittoria di un italiano provocherebbe un'ondata di orgoglio locale che i Dieci potrebbero sfruttare per rovesciare il governo di Don Carlos. Stanswood affronta Paresi ei due uomini combattono un duello, che Stanswood vince. Segretamente il mercenario è più in sintonia con i ribelli che con i suoi datori di lavoro spagnoli. Lascia che Paresi vada illeso e non denuncia il complotto a Don Carlos. Questo atto di clemenza non salva il capo ribelle, che viene tradito da un complice e arrestato dagli uomini di Hugo.
Conversando con Stanswood, Serenella viene a sapere che anche la sua città natale in Inghilterra è oppressa da un governo tirannico e che ha intenzione di liberarla un giorno con l'aiuto dei soldi che ha guadagnato in Italia. Questa inaspettata comunanza aumenta il suo affetto per lui, e lei inizia a insistere perché la porti con sé quando torna a casa. Don Carlos viene a sapere del rapporto tra i due e presume che Stanswood stia cercando di sposarsi con la famiglia Arconti e prendere il controllo della città.
A una successiva festa in tribunale, Carlos annuncia che intende sposare Serenella con Hugo. Inorridita, corre fuori dal palazzo, dimenticando che gli spagnoli hanno proibito di camminare per le strade di notte. Non riconoscendo Serenella, almeno una guardia la  colpisce con frecce per aver disobbedito al coprifuoco; Stanswood si affretta a cercare di raggiungerla per salvarla, ma non può fare altro che assisterla in punto di morte. Nel frattempo Hugo uccide inavvertitamente Paresi mentre cercava di interrogarlo sotto tortura.
Stanswood cerca il nascondiglio dei Dieci, ed è sorpreso di scoprire che Orietta è uno dei cospiratori; il suo fidanzamento con Don Carlos era una frode. Il mercenario si offre di prendere il posto di Paresi nella corsa di cavalli, e i Dieci acconsentono poco prima che le guardie spagnole assaltino l'edificio. Stanswood e Orietta scappano insieme e durante una notte passata a nascondersi si innamorano.
La mattina della corsa Stanswood compare tra i concorrenti, in sella al cavallo di Paresi. La pista si snoda attraverso un percorso ad ostacoli allestito nella campagna senese, e alla sua conclusione Stanswood e Hugo sono in testa. Il capitano delle guardie viene disarcionato e ucciso da una folla inferocita, mentre Stanswood entra in città e incita gli italiani a sollevarsi e catturare Don Carlos.
Carlos accetta di evacuare le sue truppe dalla città e Siena torna ad essere una repubblica. Anche Stanswood cerca di andarsene, con l'intenzione di riprendere la sua carriera di mercenario, ma viene intercettato da un gruppo di uomini armati. Dimostrano di essere stati inviati da Orietta, e a Stanswood non dispiace di dover tornare da lei.